# Parafia św. Andrzeja Apostoła w Brwilnie
Parafia pw. Świętego Andrzeja Apostoła w Brwilnie – parafia rzymskokatolicka należąca do dekanatu płockiego zachodniego, diecezji płockiej, metropolii warszawskiej. Siedziba parafii znajduje się przy kościele filialnym świętej Jadwigi Królowej Polski w Maszewie Dużym.

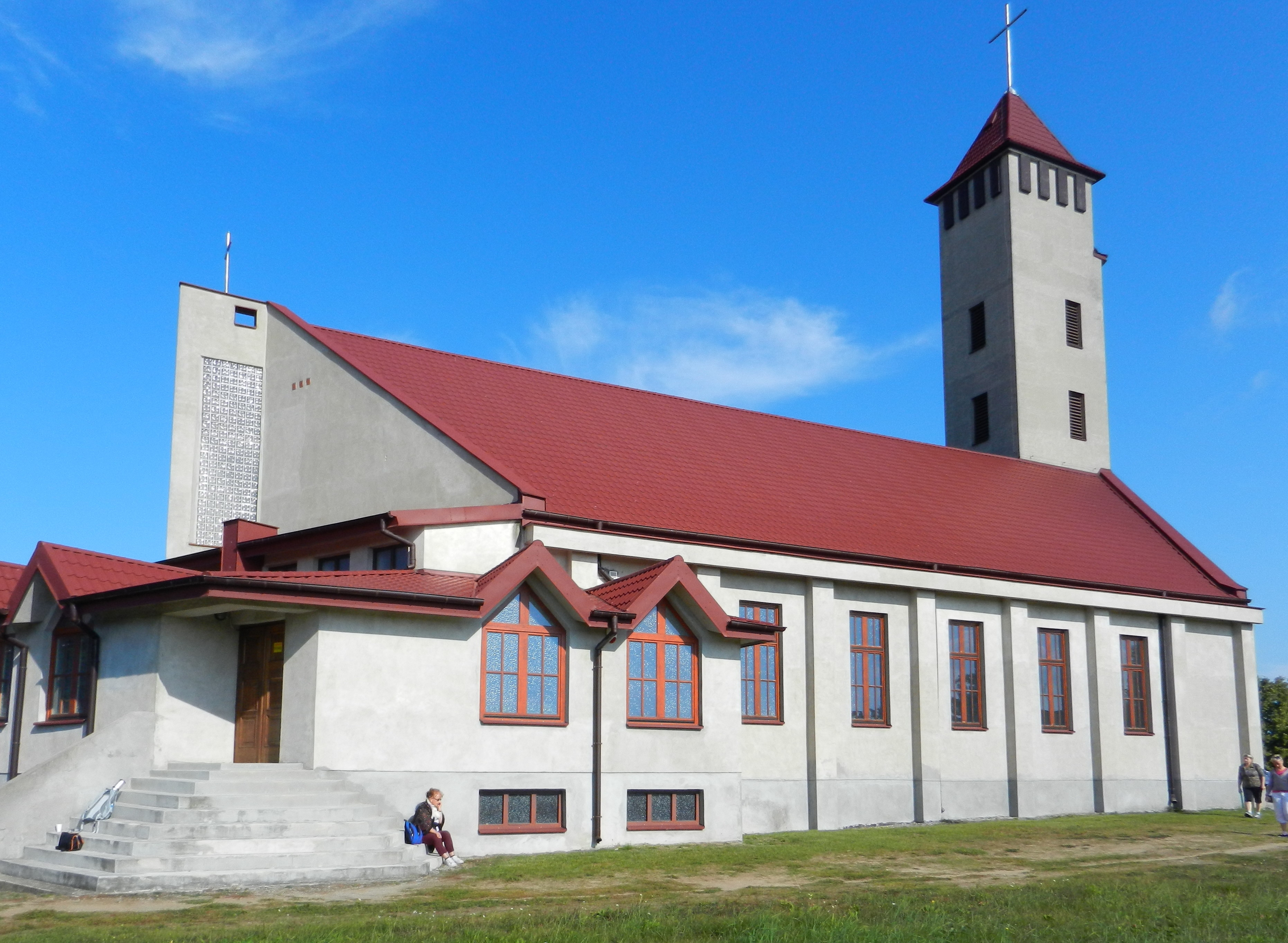
Kościół filialny św. Jadwigi
w Maszewie Dużym